# Іван Зайц
Іван Зайц (Ivan Zajc; 3 серпня 1832, Рієка — 16 грудня 1914, Загреб, Австро-Угорщина) — хорватський композитор, диригент і педагог.

## Біографія

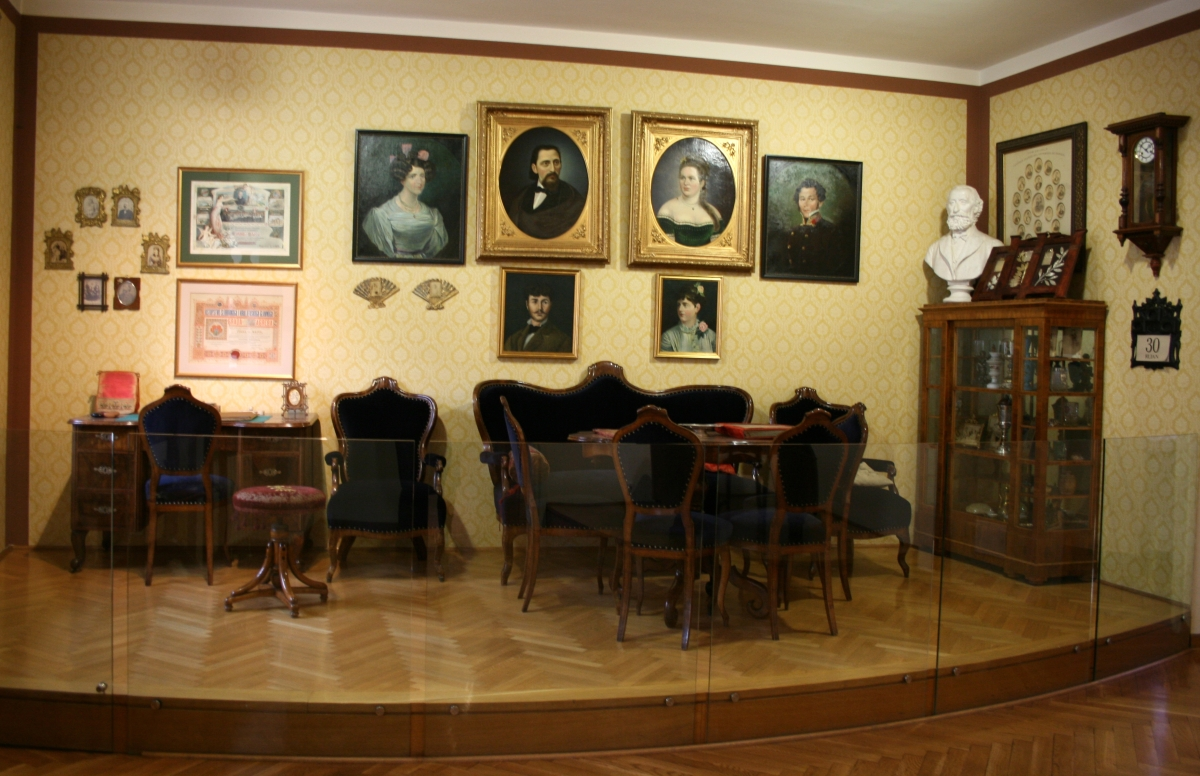
Відтворення кабінету композитора у музеї міста Загреба

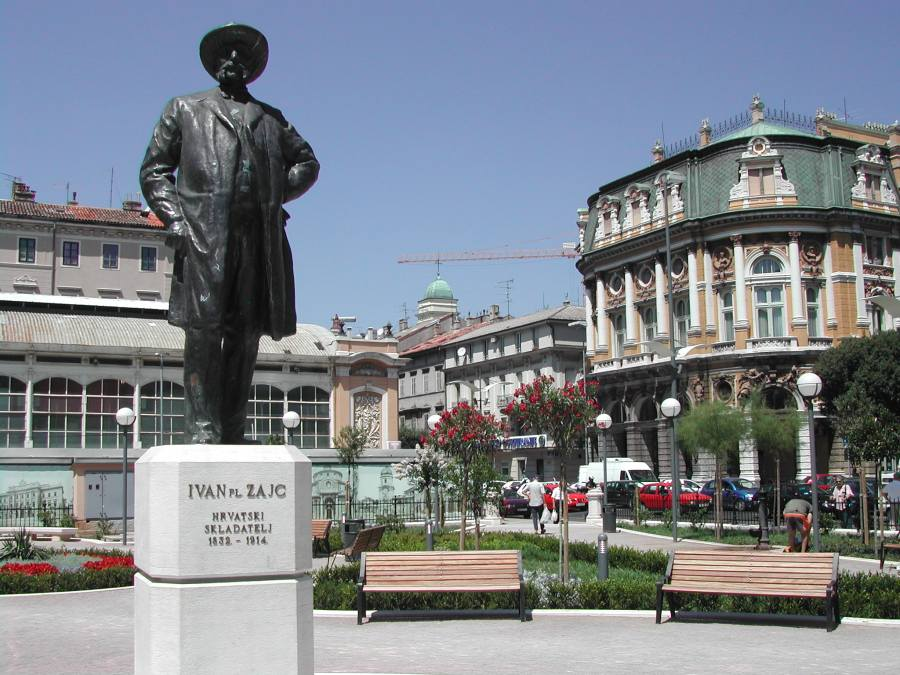
Пам'ятник композитору у Рієці перед театром

Іван Зайц закінчив Міланську консерваторію (1855, учень Лауро Россі) з першою премією за оперу «Тіролезка» (італ. La Tirolese), яка в тому ж році була поставлена на сцені. Перед Зайцем відкривалася італійська кар'єра, але смерть батьків змусила його повернутися в Рієку, де він посів пост концертмейстера міського театру і викладача струнних у міському Філармонійному інституті. До цього періоду відноситься його опера «Амелія» (1860, за драмою Ф. Шіллера «Розбійники»), що мала значний успіх у публіки.
У 1862–70 роках Зайц жив і працював у Відні, де писав переважно оперети.
У 1870 році Іван Зайц повернувся до Хорватії і зайняв відразу 2 посади: директора і головного диригента Загребської опери (до 1889 р.) і директора Хорватського музичного інституту (до 1908 року). Власне діяльність Зайца на цих постах вважається підвалиною так званого «відродження» хорватської музики початку XX століття.
У творчості композитора цього періоду, зокрема, яскраво виділяються опери «Нікола Шубич Зрінськи» (хорв. Nikola Šubić Zrinski, 1876) і «Лізонька» (хорв. Lizinka, 1878, за повістю російського класика О. С. Пушкіна «Панянка-селянка»); у доробку Івана Зайца також багато мес, інструментальних п'єс, кантат, хорів, пісень, романсів тощо.

## Перелік головних творів
- La tirolese, прем'єра відбулася у Мілані 4 травня 1855 року;
- Amelia ossia Il bandito, Рієка, 24 квітня 1860 року;
- Mannschaft an Bord, Відень, 15 грудня 1863 року;
- Fitzliputzli, Відень, 5 листопада 1864 року;
- Die lazzaroni vom Stanzel, Відень, 4 травня 1865 року;
- Die Hexe von Boissy, Відень, 24 квітня 1866 року;
- Nachtschwärmer, Відень, 10 листопада 1866 року;
- Das Rendezvous in der Schweiz, Відень, 3 квітня 1867;
- Das Gaugericht, Відень, 14 вересня 1867 року;
- Nach Mekka, Відень, 11 січня 1868 року;
- Somnambula, Відень, 21 січня 1868 року;
- Schützen von einst und jetzt, Відень, 25 липня 1868 року;
- Meister Puff, Відень, 22 травня 1869 року;
- Mislav, Загреб, 2 лютого 1870 року;
- Ban Leget, Загреб, 16 липня 1872 року;
- Der gefangene Amor, Відень, 21 вересня 1874 року;
- Nikola Šubić Zrinski, Загреб, 4 листопада 1876 року;
- Lizinka, Загреб, 12 листопада 1878 року;
- Der Wildling, Загреб, 23 вересня 1905 року;
- Prvi grijeh, Загреб, 25 квітня 1907 року; 18 грудня 1912 року;
- Oče naš, Загреб, 16 грудня 1911 року.